# Jugovići (Czarnogóra)
Jugovići (cyr. Југовићи) – wieś w Czarnogórze, w gminie Nikšić. W 2011 roku liczyła 236 mieszkańców.